# 연애의 기초
《연애의 기초》는 1995년 11월 6일부터 1995년 12월 26일까지 방송되었던 MBC 월화 드라마로 각 편 4부로 구성된 옴니버스 드라마이며 빈악한 갈등 구조와 개인 심리 묘사에 치우쳤다는 지적이 있었다.
한편, 해당 프로그램은 당초 1995년 9월 30일 첫 방송 계획이었으나 제작 일정에 차질을 빚어 같은 해 11월 6일로 첫 회가 바뀌었는데 개그맨 정재환(이상훈 역)과 코미디언 이상해 (박한섭 역)가 해당 작품으로 첫 드라마 출연을 했다.

## 출연진
- 김희애 : 최정희 역
- 김혜수 : 이일영 역
- 김승우 : 이한수 역
- 김창완 : 정창현 역
- 정재환 : 이상훈 역
- 이휘향 : 한차숙 역
- 남주희 : 기숙 역
- 박현준 : 한경훈 역
- 강남길 : 신호 역
- 박광남
- 박영태
- 김형자
- 김환교
- 이기영 : 이성주 역
- 윤동환
- 윤해영 : 드라마 작가 송승희 역
- 김현숙
- 홍민우
- 이상해 : 박한섭 역
- 이종수
- 박용우
- 정태우
- 최우혁
- 손창민
- 이세창
- 장동건
- 유식
- 최지나
- 최지우
- 나경미
- 조미령

## 에피소드 구성
정희 이야기, 1회